# Cebrennus mayri
Cebrennus mayri är en spindelart som beskrevs av Jäger 2000. Cebrennus mayri ingår i släktet Cebrennus och familjen jättekrabbspindlar.
Artens utbredningsområde är Oman. Inga underarter finns listade i Catalogue of Life.